# Las caras del amor (película de 1924)
Las caras de amor (italiano: I volti dell'amore) es una película muda italiana de 1924 dirigida por Carmine Gallone y protagonizada Angelo Ferrari, en la que intervino el actor español Bonaventura Ibáñez.

## Argumento
Claudio Artera, llamado "el rey de la altura" por sus numerosos records aeronáuticos, es el amante de la princesa de Ile, casada con un hombre mucho mayor que ella. El joven aviador, sin embargo, ha despertado en Gabriella Dax una fuerte pasión. En ambos nacerá instintivamente el amor, mientras que la princesa intenta por todos los medios impedirlo. Al interrumpir una discusión entre Claudio y la princesa, su marido descubre la infidelidad y la expulsa de su casa, encomendando al piloto su cuidado. Por su parte, enterada del romance de Claudio con otra mujer, Gabriella se arma con un revólver y, en presencia de la pareja, se suicida.

## Reparto
Por orden alfabético
- Alex Bernard como Miguet.
- Gina Cinquini
- Angelo Ferrari  como Claudio Artena.
- Soava Gallone como Gabriella Dax.
- Bonaventura Ibáñez como príncipe de Ile.
- Lydianne como princesa de Ile.
- Alfredo Martinelli
- Pietro Paoli
- Giuseppe Pierozzi
- Clarette Sabatelli